# 中梵关系
中梵關係是指中國及天主教會聖座（今多以其行政機構教廷、或其所在地梵蒂岡代稱）歷年來的雙邊關係。其可追溯至明朝中葉耶穌會派遣傳教士來華開始，如利瑪竇、南懷仁等。
清朝建立初期，天主教傳教士與朝廷關係良好，之後由於傳教士及其所屬修會間的勾心鬥角，導致部分傳教士捲入宮廷政爭，加上中國禮儀之爭的發生，最終造成雍正即位後明令禁教，直到道光年間始解禁，禁教期歷時約一百年。清末至民國初年間，天主教在中國蓬勃發展，聖座終在1942年與當時治理全中國的中華民國建立外交關係，雙方現於羅馬及臺北互設大使館。此外，聖座亦與1949年建立的中華人民共和國針對教務建立協商關係。

## 民國建立前
唐貞觀九年（635年），叙利亚基督徒阿罗本到达长安，带来基督教的一个当时被认为是异端的派别聂思脱里派，在中国被称为景教。
1289年，方济各会神父从欧洲来到元朝，在北京和泉州等地发展了一批蒙古人和色目人入教。同时景教也与天主教竞争。
1368年，明朝建立时摧毁了所有带有外族色彩的事物，包括景教和天主教。1552年，耶穌會會士方濟·沙勿略到达中国广东的上川岛，但得不到进入中國本土的许可，带著遗憾死在了岛上。30年後，耶稣会派来的精通天文和数学的传教士利玛窦获准在明朝长期居留。利玛窦在北京成功進入朝廷，觐见當時在位皇帝明神宗，并在士大夫中建立良好的声誉和关系，开启了日后其他传教士进入中国之门。
1704年（清康熙四十三年），教廷宣布禁止中国天主教徒祭祀祖先和孔子，耶穌會在華傳教活動受限。之後由於傳教士和修會間的勾心鬥角，導致部分教士捲入宮廷政爭，最終造成雍正即位後明令禁教，此後天主教僅能以不公開方式秘密傳佈。不過在禁教期間，郎世寧作為宮廷畫師仍備受禮遇，並且留下許多清初中國宮廷人物與景色的畫作，是少數例外。
鸦片战争前後，西方國家除要求中國准予通商外，也要求傳教士合法宣教的權力。1844年（道光24年），道光皇帝批准弛禁天主教，准許「中外民人，凡學習天主教并並不滋事為非者，概予免罪」；後於1846年（道光26年）頒布上諭，進一步開放傳教士可在通商口岸自由傳教。禁教令弛廢後，大批西方传教士以沿海通商口岸为基地，迅速向中国内陆扩展，传播基督教，在建立教堂的同时，也开设学校、医院、孤儿院等机构，中国的基督徒人数猛增。

## 中華民國
1922年，教廷派任首任宗座代表剛恆毅駐節於當時中華民國首都北京。1942年，教廷与中华民国建立外交关系，當時首任駐教廷公使為謝壽康。1946年中國教會聖統制建立後，教廷於首都南京設立駐華使館。

### 政府遷台後
1949年中共建政、中華民國政府遷至臺北後，駐華公使黎培理總主教（Antonio Riberi）並未離開中國大陸，也未前往臺灣維持與中華民國的官方關係，而是留在大陸指導教會及教產工作。但隨著中國共產黨政策變化以及黎培理與當局矛盾加劇，黎培理被驅逐出境。他於1951年9月6日到達時為英國殖民地的香港，翌年轉往仍由中華民國政府統治的台灣恢復與中華民國的關係。
雖然教廷與中華民國政府關係事實上中斷三年，但是教廷並沒有停止承認中華民國政府，同時亦未承認中華人民共和國政府，其後教廷於1952年在臺北恢復設置「教廷駐華公使館」（銜牌上為楷書的正體字，並有拉丁文"Nuntiatura Apostolica in Sinis"——與當年在北京的一樣），1959年升格為大使館。1966年，中華民國政府將駐教廷公使館升格為大使館。1971年中華民國退出聯合國後，教廷召回駐華大使，改為派遣代辦常駐臺北。
2005年教宗若望保祿二世逝世，時任中華民國總統陳水扁前往梵蒂岡出席葬禮，為首位中華民國國家元首出訪羅馬教廷。2016年當選的中華民國副總統陳建仁則是首位出任這一職位的羅馬天主教教徒。
目前教廷是唯一與中華民國保持正式外交關係的歐洲國家，中華民國在梵蒂岡派駐大使，教廷則在1979年起於中華民國派駐參贊代辦。（參贊代辦是當大使暫時離職、尚未指派或因特殊原因而無法向駐在國派駐大使的另一個最高外交代表職銜。）

## 中華人民共和國
1949年中國共產黨的中國人民解放軍控制當時首都南京，同年中華人民共和國對外宣稱成立，梵蒂岡雖未承認，但亦沒有撤回公使黎培里，也沒有令黎培里前往臺灣維持與中華民國的正式關係。黎培里留在大陸並就教會及教產事務代表宗座進行指導。但隨著中華人民共和國外交及内政政策的進一步向蘇聯傾斜以及黎培里與當局的矛盾加深，最終在炮击天安门案后，黎培里在1951年被當局驅逐出境，在香港停留一年後在1952年到達臺灣，在間隔三年之後教廷恢復與中華民國的關係。
1978年教宗若望保祿二世即位後，適逢剛重新上台的中國共產黨中央委員會副主席鄧小平推行改革開放，教廷與中华人民共和国政府開始有所接觸。隨著中國開始恢復官方承認的天主教會的活動以及開始歸還教堂、教產等，教廷與中國的關係逐漸變暖。雖然中國政府仍然堅持官方天主教會在主教人選等方面必須遵循共產黨而不是教廷的指導，但雙方在實際操作中達成一定默契，主教人選通常須由教廷及官方的雙重認可，最終由當局指定。同時，教廷開始追認未經教廷認可任命、但符合一定資格的主教，但受到中國政府阻撓。
2000年，中國官方教會在北京“自选自圣”任命五名未受教廷認可的主教，引起教廷抗議，同年2000年10月1日教廷册封120名位中華殉道聖人。中國政府认为此次列圣名单中有些传教士“充当了帝国主义侵略中国的帮凶”，“对中国人民犯下严重罪行”，以此為由抗議教廷的冊封。這些事件使得双方关系造成伤害。但是同年，中國政府放棄阻撓教廷追認“自选自圣”主教，並開始允許候選主教比較公開的尋求教廷認可，雙方緊張關係得以緩解。此後大多數“自选自圣”主教獲得教廷認可。
2005年4月，本篤十六世即位後，進一步就建交問題與北京作正式商討。6月，梵蒂冈外长拉约洛表示，对与北京关系正常化感到乐观，双方建交并无不可以克服的困难。他说，梵蒂冈一直考虑与北京建交，他相信凭双方的善意及友谊，能够取得成果。
此後，雖然主教任命大多遵循“雙重認可”的模式進行，但中國官方教會隨著政治需要仍不時進行“自选自圣”，以表明其受中國共產黨領導的中國政府而非教廷的主要領導。2006年，與中國政府政見不和的香港主教陳日君升為樞機並發表令中國政府不悅的言論，因此官方教會進行報復性“自选自圣”，未經圣座認可祝圣三位主教，雙方關係再度惡化。2006年5月，教宗本笃十六世对中国天主教爱国会系统将马英林祝圣为昆明教区主教，将刘新红祝圣为芜湖教区主教的做法深感悲哀。教廷宣布，中国自圣的两位主教和两位负责祝圣的主教因此被自科绝罚（自动革除教籍）。至2008年雙方的一系列動作表明雙方關係緩和，教宗接見中国驻意大利大使及外交部官員。
2012年以後，由於教廷與中國政府就任命主教問題的分歧，中國官方教會停止祝聖主教。雙方開始談判關於主教人選制度化的協議。2012年11月中共十八大召開後，習近平當選中國共產黨中央委員會總書記，翌年3月，教宗方濟各就职，兩人曾互通信件。2014年3月，教宗方濟各主动向媒体谈及此事。教宗方濟各任命的教廷國務卿帕羅林，曾经是梵蒂岡負責同中國高層展開秘密談判的首席代表，曾和羅馬教廷其他代表兩次赴北京开展外交談判及斡旋。
2015年再度恢復任命“雙重認可”的主教。2016年11月30日，首批获梵蒂冈和天主教爱国会共同认可主教之一的唐远阁正式就任天主教成都教区主教。
2018年9月22日，中国外交部及梵蒂岡方面皆宣布雙方就中國天主教的主教任命問題簽訂了「臨時性協議」，該協議的詳細內容仍未公布。梵蒂岡發布官方聲明指出中國外交部副部長王超代表中方簽署了協議。教宗方濟各接受記者提問時，他聲明他會對和中國簽署的協議負責，任命主教他有最終決定權。
2020年2月15日，在德国举办的第56届慕尼黑安全会议上，中国国务委员兼外交部长王毅在慕尼黑应约会见梵蒂冈外交部长拉加格尔，这是双方外长首次举行会晤。
2020年9月15日，天主教權威刊物《美國》期刊（America Magazine）披露，教廷希望在中國設常設代表處，且可望促成教廷國務樞機卿伯多祿·帕羅林樞機與中國國務院總理李克強會晤。
2022年9月16日，梵蒂岡聖座國務卿伯多祿·帕羅林證實，教廷持續向中國提出將派駐香港的辦公室遷至北京的想法。

### 引用
1. ↑  . kkp.catholic.org.hk.   [2017-11-13]. （原始内容存档于2014-07-14）.
2. ↑  . 无线新闻. 2016-11-29  [2016-11-29]. （原始内容存档于2016-11-30）.
3. ↑  .   [2018-09-25]. （原始内容存档于2018-09-26）.
4. ↑  .   [2018-11-08]. （原始内容存档于2018-11-08）.
5. ↑  .   [2018-11-08]. （原始内容存档于2018-11-08）.
6. ↑  . 中国人民共和国外交部. 2020-02-15  [2020-02-15]. （原始内容存档于2020-02-15）.
7. ↑  . 香港蘋果日報. 2020-09-16  [2020-09-15].[]
8. ↑  洪怡霖. . 香港01. 2022-09-20  [2022-09-20].